# Моринвил (Алберта)
Моринвил (енгл. Morinville) је варош у централном делу канадске провинције Алберта, у оквиру агломерације Велики Едмонтон. Налази се 34 км северно од административног центра провинције града Едмонтона, на деоници локалног ауто-пута 2. 
Насеље је добило име по франкофоном свештенику оцу Морину који је крајем 19. века дошао са групом верника немачког и француског порекла и основао насеље. У спомен на досељавање у насељу је 1907. основана црква светог Јована Крститеља која је 1975. проглашена за културно-историјско добро Алберте. 
Према резултатима пописа становништва из 2011. у варошици је живело 8.569 становника у 3.261 домаћинству, што је за чак 26,5% више у односу на попис из 2006. када је регистровано 6.775 становника.
Занимљиво је да је Моринвил било једно од првих насеља у западној Канади у којем је још 1910. отворено одељење краљевске банке Канаде.

## Становништво
| 1996. | 2001. | 2006. | 2011. | 2016. |
| ----- | ----- | ----- | ----- | ----- |
| 6.226 | 6.540 | 6.775 | 8.569 | 9.848 |